# جام حذفی فوتبال انگلستان ۰۱–۱۹۰۰
جام حذفی فوتبال انگلستان ۰۱–۱۹۰۰ سی‌امین فصل از قدیمی‌ترین رقابت‌های فوتبال جهان، رقابت جام اتحادیه فوتبال انگلستان بود (که معمولاً به عنوان جام حذفی شناخته می‌شود). تاتنهام هاتسپر از لیگ جنوبی، پس از تساوی ۲–۲ در بازی اول، در یک بازی تکراری شفیلد یونایتد را ۳–۱ شکست داد و جام را به دست آورد. از زمان تشکیل لیگ فوتبال در سال ۱۸۸۸، این اولین و تنها مرتبه‌ای بود که یک باشگاه خارج از لیگ فوتبال قهرمان جام می‌شد.
قرار بود مسابقات در ورزشگاه تیمی برگزار شود در تاریخ مشخص شده برای هر مرحله که همیشه شنبه بود، نامش ابتدا می‌آمد. اگر بعد از ۹۰ دقیقه معمول، بازی مساوی می‌شد، بازی مجدد در ورزشگاه تیم دوم در اواخر همان هفته برگزار می‌شد. اگر بازی تکراری هم به تساوی می‌کشید، بازی تکراری سوم در ورزشگاه بی‌طرف برگزار می‌شد تا نهایتاً تکلیف برنده مشخص شود. اگر بعد از ۹۰ دقیقه، نتیجه بازی سوم مساوی می‌شد، ۳۰ دقیقه وقت اضافه برای تعیین برنده برگزار می‌شد.

## جدول زمانی
فرمت جام حذفی برای این فصل دارای یک دور مقدماتی، پنج دور انتخابی، یک دور ورودی، سه دور گزینشی، نیمه نهایی و فینال بود.
| دور               | تاریخ                |
| ----------------- | -------------------- |
| دور مقدماتی       | شنبه ۲۲ سپتامبر ۱۹۰۰ |
| دور اول انتخابی   | شنبه ۶ اکتبر ۱۹۰۰    |
| دور دوم انتخابی   | شنبه ۲۰ اکتبر ۱۹۰۰   |
| دور سوم انتخابی   | شنبه ۳ نوامبر ۱۹۰۰   |
| دور چهارم انتخابی | شنبه ۱۷ نوامبر ۱۹۰۰  |
| دور پنجم انتخابی  | شنبه ۸ دسامبر ۱۹۰۰   |
| دور میانی         | شنبه ۵ ژانویه ۱۹۰۱   |
| دور اول گزینش     | شنبه ۹ فوریه ۱۹۰۱    |
| دور دوم گزینش     | شنبه ۲۳ فوریه ۱۹۰۱   |
| دور سوم گزینش     | شنبه ۲۳ مارس ۱۹۰۱    |
| نیمه نهایی        | شنبه ۶ آوریل ۱۹۰۱    |
| فینال             | شنبه ۲۰ آوریل ۱۹۰۱   |

## دور میانی
دور میانی شامل ده بازی بود که بین ده تیم برنده دور پنجم مقدماتی و ده تیم مشخص شده بازی می‌شد. لیورپول و استوک از دسته اول لیگ فوتبال، همراه با برسلم پورت ویل، گلوسوپ، گریمزبی تاون، نیوتن هیث، نیو برایتون تاور و وولویچ آرسنال از دسته دوم لیگ فوتبال خودکار وارد این رقابت‌ها شدند، و از دسته یک لیگ جنوب، پورتسموث و بریستول سیتی اضافه شدند.
سایر تیم‌های دسته دوم باید از طریق دورهای مقدماتی قبلی وارد این مرحله می‌شدند. بارنزلی، بلکپول، برتون سویفتز، چسترفیلد، گینزبورو ترینیتی، لینکولن سیتی، میدلزبرو، استوک‌پورت کانتی و والسال، همگی در دور سوم مقدماتی شرکت کردند. از این میان، تنها چسترفیلد، میدلزبرو و والسال به دور میانی راه یافتند. هفت تیم غیر لیگ دیگر نیز به آنها پیوستند.
ده بازی در ۵ ژانویه ۱۹۰۱ انجام شد. تساوی بین ردینگ و بریستول سیتی، به بازی تکراری کشید که در اواسط هفته بعد انجام شد. این مسابقه تکراری، دوباره به تساوی منجر شد، بنابراین دومین بازی تکراری هفته بعد در یک ورزشگاه بی‌طرف (کونتی گراوند سویندون تاون) انجام شد.
| بازی  | تیم میزبان     | نتیجه | تیم مهمان        | تاریخ          |
| ----- | -------------- | ----- | ---------------- | -------------- |
| 1     | چسترفیلد       | 3–0   | والسال           | ۵ ژانویه ۱۹۰۱  |
| 2     | دارون          | 0–2   | وولویچ آرسنال    | ۵ ژانویه ۱۹۰۱  |
| 3     | کترینگ تاون    | 1–0   | کرو آلکساندرا    | ۵ ژانویه ۱۹۰۱  |
| 4     | استوک سیتی     | 1–0   | گلوسوپ نورث اند  | ۵ ژانویه ۱۹۰۱  |
| 5     | ردینگ          | 1–1   | بریستول سیتی     | ۵ ژانویه ۱۹۰۱  |
| تکرار | بریستول سیتی   | 0–0   | ردینگ            | ۹ ژانویه ۱۹۰۱  |
| تکرار | ردینگ          | 2–1   | بریستول سیتی     | ۱۴ ژانویه ۱۹۰۱ |
| 6     | گریمزبی تاون   | 0–1   | میدلزبرو         | ۵ ژانویه ۱۹۰۱  |
| 7     | برسلم پورت ویل | 1–3   | نیو برایتون تاور | ۵ ژانویه ۱۹۰۱  |
| 8     | لوتون تاون     | 1–2   | بریستول راورز    | ۵ ژانویه ۱۹۰۱  |
| 9     | نیوتن هیث      | 3–0   | پورتسموث         | ۵ ژانویه ۱۹۰۱  |
| 10    | وستهام یونایتد | 0–1   | لیورپول          | ۵ ژانویه ۱۹۰۱  |

## دور اول گزینشی
دور اول گزینشی، شامل شانزده بازی بین ۳۲ تیم بود. ۱۶ تیم باقیمانده از ۱۸ تیم لیگ دسته اول فوتبال، همراه با اسمال هیث، برنلی و لستر از لیگ دسته دوم فوتبال و ساوتهمپتون، میلوال اتلتیک و تاتنهام هاتسپر از لیگ دسته یک جنوبی، از این دور رقابت کردند. و به ده تیمی پیوستند که در دور میانی پیروز شدند.
مسابقات در روز شنبه ۹ فوریه ۱۹۰۱ انجام شد. چهار مسابقه به تساوی کشیده شد و بازی‌های تکراری در اواسط هفته بعد انجام شد.
| بازی  | تیم میزبان         | نتیجه | تیم مهمان        | تاریخ         |
| ----- | ------------------ | ----- | ---------------- | ------------- |
| 1     | کترینگ تاون        | 1–1   | چسترفیلد         | ۹ فوریه ۱۹۰۱  |
| تکرار | چسترفیلد           | 1–2   | کترینگ تاون      | ۱۳ فوریه ۱۹۰۱ |
| 2     | ساوت‌همپتون         | 1–3   | اورتون           | ۹ فوریه ۱۹۰۱  |
| 3     | استوک سیتی         | 1–1   | اسمال هیث        | ۹ فوریه ۱۹۰۱  |
| تکرار | اسمال هیث          | 2–1   | استوک سیتی       | ۱۳ فوریه ۱۹۰۱ |
| 4     | ردینگ              | 2–0   | بریستول راورز    | ۹ فوریه ۱۹۰۱  |
| 5     | نوتس کانتی         | 2–0   | لیورپول          | ۹ فوریه ۱۹۰۱  |
| 6     | ناتینگهام فارست    | 5–1   | لستر سیتی        | ۹ فوریه ۱۹۰۱  |
| 7     | استون ویلا         | 5–0   | میلوال اتلتیک    | ۹ فوریه ۱۹۰۱  |
| 8     | شفیلد ونزدی        | 0–1   | بری              | ۹ فوریه ۱۹۰۱  |
| 9     | بولتون واندررز     | 1–0   | دربی کانتی       | ۹ فوریه ۱۹۰۱  |
| 10    | ولورهمپتون واندررز | 5–1   | نیو برایتون تاور | ۹ فوریه ۱۹۰۱  |
| 11    | میدلزبرو           | 3–1   | نیوکاسل یونایتد  | ۹ فوریه ۱۹۰۱  |
| 12    | وست برومویچ آلبیون | 1–0   | منچستر سیتی      | ۹ فوریه ۱۹۰۱  |
| 13    | ساندرلند           | 1–2   | شفیلد یونایتد    | ۹ فوریه ۱۹۰۱  |
| 14    | نیوتن هیث          | 0–0   | برنلی            | ۹ فوریه ۱۹۰۱  |
| تکرار | برنلی              | 7–1   | نیوتن هیث        | ۱۳ فوریه ۱۹۰۱ |
| 15    | وولویچ آرسنال      | 2–0   | بلکبرن روورز     | ۹ فوریه ۱۹۰۱  |
| 16    | تاتنهام هاتسپر     | 1–1   | پرستون نورث اند  | ۹ فوریه ۱۹۰۱  |
| تکرار | پرستون نورث اند    | 2–4   | تاتنهام هاتسپر   | ۱۳ فوریه ۱۹۰۱ |

## دور دوم گزینشی
هشت مسابقه دور دوم برای شنبه ۲۳ فوریه ۱۹۰۱ برنامه‌ریزی شده بود. بازی تکراری بین استون ویلا و ناتینگهام فارست در اواسط هفته بعد انجام شد.
| بازی  | تیم میزبان      | نتیجه | تیم مهمان          | تاریخ         |
| ----- | --------------- | ----- | ------------------ | ------------- |
| 1     | نوتس کانتی      | 2–3   | ولورهمپتون واندررز | ۲۳ فوریه ۱۹۰۱ |
| 2     | استون ویلا      | 0–0   | ناتینگهام فارست    | ۲۳ فوریه ۱۹۰۱ |
| تکرار | ناتینگهام فارست | 1–3   | استون ویلا         | ۲۷ فوریه ۱۹۰۱ |
| 3     | بولتون واندررز  | 0–1   | ردینگ              | ۲۳ فوریه ۱۹۰۱ |
| 4     | میدلزبرو        | 5–0   | کترینگ تاون        | ۲۳ فوریه ۱۹۰۱ |
| 5     | اسمال هیث       | 1–0   | برنلی              | ۲۳ فوریه ۱۹۰۱ |
| 6     | شفیلد یونایتد   | 2–0   | اورتون             | ۲۳ فوریه ۱۹۰۱ |
| 7     | وولویچ آرسنال   | 0–1   | وست برومویچ آلبیون | ۲۳ فوریه ۱۹۰۱ |
| 8     | تاتنهام هاتسپر  | 2–1   | بری                | ۲۳ فوریه ۱۹۰۱ |

## دور سوم گزینشی
هر چهار مسابقه دور سوم گزینشی برای شنبه ۲۳ مارس ۱۹۰۱ برنامه‌ریزی شده بود. دو بازی به تکرار کشیده شد که در اواسط هفته بعد انجام شد.
| بازی  | تیم میزبان         | نتیجه | تیم مهمان          | تاریخ        |
| ----- | ------------------ | ----- | ------------------ | ------------ |
| 1     | ردینگ              | 1–1   | تاتنهام هاتسپر     | ۲۳ مارس ۱۹۰۱ |
| تکرار | تاتنهام هاتسپر     | 3–0   | ردینگ              | ۲۷ مارس ۱۹۰۱ |
| 2     | ولورهمپتون واندررز | 0–4   | شفیلد یونایتد      | ۲۳ مارس ۱۹۰۱ |
| 3     | میدلزبرو           | 0–1   | وست برومویچ آلبیون | ۲۳ مارس ۱۹۰۱ |
| 4     | اسمال هیث          | 0–0   | استون ویلا         | ۲۳ مارس ۱۹۰۱ |
| تکرار | استون ویلا         | 1–0   | اسمال هیث          | ۲۷ مارس ۱۹۰۱ |

## نیمه نهایی‌ها
بازی‌های نیمه نهایی هر دو قرار بود در روز شنبه ۶ آوریل ۱۹۰۱ برگزار شود. شفیلد یونایتد و استون ویلا در این تاریخ بازی کردند، اما بازی مساوی شد و مجبور شدند پنج روز بعد بازی تکرار را برگزار کنند که این بازی با پیروزی ۳-۰ شفیلد به پایان رسید. بازی دیگر، تاتنهام هاتسپر مقابل وست برومویچ، تا دوشنبه ۸ آوریل به تعویق افتاد و نهایتا با پیروزی قاطع اسپرز به پایان رسید.
| شفیلد یونایتد | ۲–۲ | باشگاه فوتبال استون ویلا |
| ------------- | --- | ------------------------ |
|               |     |                          |

تکرار
| شفیلد یونایتد | ۳–۰ | باشگاه فوتبال استون ویلا |
| ------------- | --- | ------------------------ |
|               |     |                          |

| تاتنهام هاتسپر | ۴–۰ | وست برومویچ آلبیون |
| -------------- | --- | ------------------ |
|                |     |                    |

## فینال

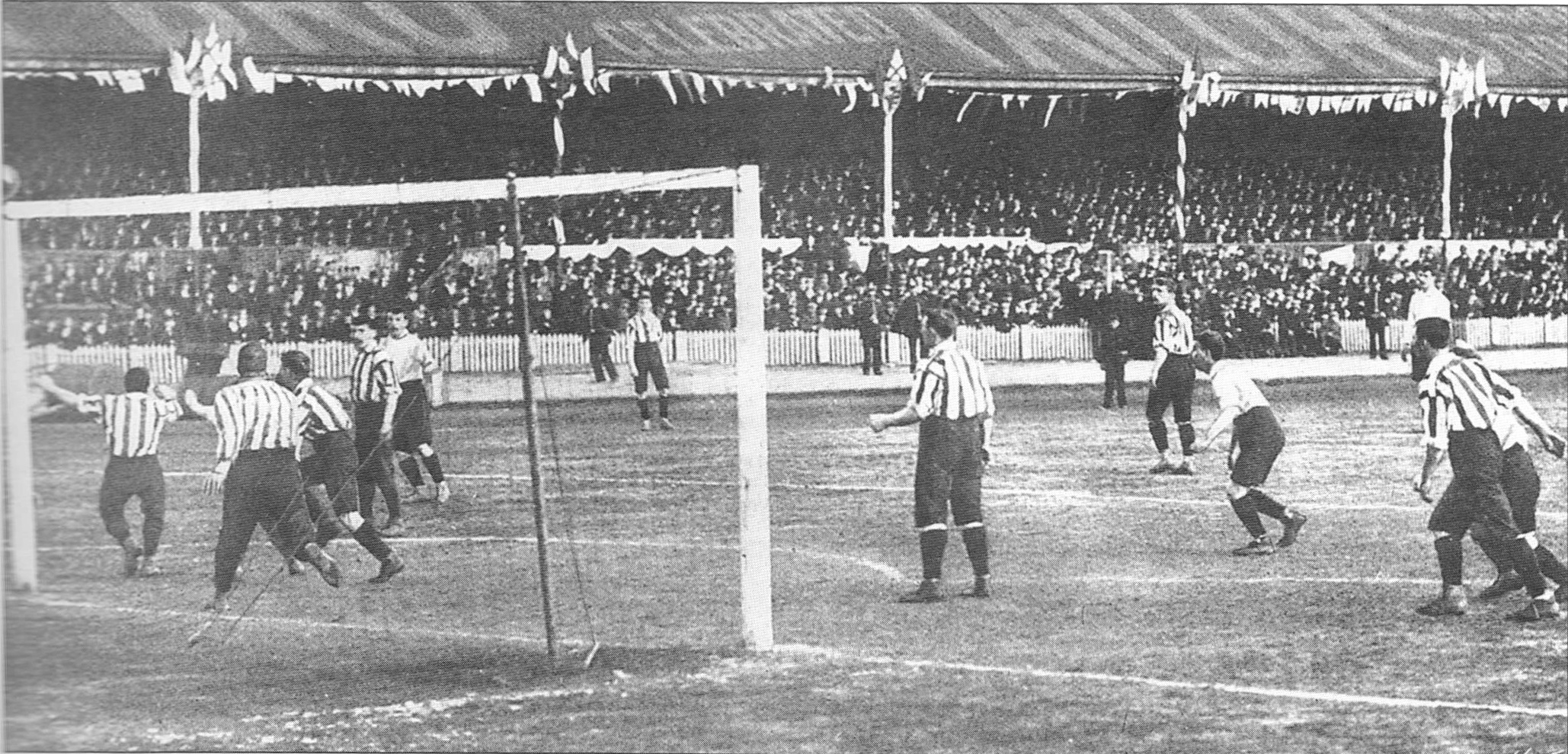
سندی براون گل سوم تاتنهام را در بازی تکراری به ثمر رساند.

فینال در روز شنبه ۲۰ آوریل ۱۹۰۱ در کریستال پالاس برگزار شد. بیش از ۱۱۰٬۰۰۰ هوادار در این مسابقه شرکت کردند. فرد پریست پس از حدود ۲۰ دقیقه دروازه شفیلد یونایتد را باز کرد. سندی براون کمی بعد گل تساوی را با ضربه سر به ثمر رساند و نیمه نخست با نتیجه ۱–۱ به پایان رسید. براون در اوایل نیمه دوم اسپرز را پیش انداخت، اما شفیلد یونایتد به شدت فشار آورد و بالاخره، والتر بنت با ضربه سرش گل تساوی را برای شفیلد به ثمر رساند.
در بازی تکراری، اسپرز با شکست ۳–۱ شفیلد در حضور ۲۰٬۴۷۰ تماشاگر در ورزشگاه بارندن پارک شهر بولتون قهرمانی را به خود اختصاص داد و اولین و تنها تیم «غیر لیگ فوتبال» شد که از زمان ایجاد لیگ فوتبال، جام حذفی را به دست آورد. جان کامرون اولین گل تاتنهام را به ثمر رساند و پس از گل دوم اسمیت، سندی براون گل سوم تاتنهام را وارد دروازه شفیلد کرد تا به اولین بازیکنی تبدیل شود که در همه مراحل این جام گلزنی می‌کند. او هر دو گل را در فینال اول و همچنین یک گل را در بازی تکراری به ثمر رساند و در مجموع ۱۵ گل در رقابت‌های این فصل از جام حذفی ثبت کرد.

### جزئیات بازی
| تاتنهام هاتسپر     | ۲–۲   | شفیلد یونایتد       |
| ------------------ | ----- | ------------------- |
| سندی براون ۲۳' ۵۱' | [ ۵ ] | پریست ۱۰' · بنت ۵۲' |

| تاتنهام هاتسپر | شفیلد یونایتد |

### تکرار
| تاتنهام هاتسپر                                  | ۳–۱   | شفیلد یونایتد |
| ----------------------------------------------- | ----- | ------------- |
| جان کامرون ۵۲' · تام اسمیت ۷۶' · سندی براون ۸۷' | [ ۵ ] | پریست ۴۰'     |